# Franziska Lamott
Franziska Lamott (* 1947) ist eine deutsche Soziologin und forensische Psychotherapeutin an der Universität Ulm. Zu ihren Fachgebieten gehört die Psychotraumatologie.

## Publikationen (Auswahl)
als Autorin
- Die erzwungene Beichte. Zur Kritik des therapeutischen Strafvollzugs. Profil Verlag, München 1984, ISBN 3-89019-114-2 (zugl. Dissertation, Universität Tübingen 1983).
- Seelenverletzung und Körperleid. Ein psychosomatisches Lesebuch (Reihe Leben lernen; Bd. 117). Verlag Pfeiffer, München 1997, ISBN 3-7904-0651-1 (zusammen mit Samir Stephanos).
- Die vermessene Frau. Hysterie um 1900. Fink, München 2002, ISBN 3-7705-3568-5 (zugl. Habilitationsschrift, Universität Klagenfurt 1998).
- Tat-Sachen. Narrative von Sexualstraftätern. Psychosozial-Verlag, Klagenfurt 2008, ISBN 978-3-89806-881-9 (zusammen mit Michael B. Buchholz und Kathrin Mörtl).
- Schlüsselerfahrungen. Supervision im therapeutischen Strafvollzug. Vandenhoeck & Ruprecht, Göttingen 2019, ISBN 978-3-525-40494-2.

als Herausgeberin
- Handbuch Gruppenanalyse. 2. Aufl. Klotz Verlag, Frankfurt/M. 2007, ISBN 978-3-88074-537-7 (zusammen mit Rolf Haubl).
- Sex crime art. Erkundungen in Grenzbereichen. Psychiatrie-Verlag, Bonn 2010, ISBN 978-3-88414-504-3.
- Frauen-Lexikon. Stichworte zur Selbstbestimmung. Beck, München 1983, ISBN 3-406-09048-6 (zusammen mit Johanna Beyer und Birgit Meyer).